# 陳幼石
陳幼石（1928－1999），彰化縣鹿港鎮人。祖父陳懷澄，父親陳培煦。東京大學農學博士，美國康乃爾大學博士，曾任教於臺灣大學農業化學系。台灣農學家、政治人物，曾代表中國國民黨在台灣省第三選區（中中彰投）當選為第一屆第一、二次增額立法委員。